# Théorie MOND
La théorie de la dynamique newtonienne modifiée, en anglais Modified Newtonian dynamics et usuellement abrégée en (théorie) MOND, est une théorie physique, adaptée de la mécanique classique, proposée pour expliquer le problème de la courbe de rotation plate des galaxies spirales. Elle constitue une alternative au concept de matière noire, dont l'existence n'a toujours pas pu être mise en évidence.
Il a été calculé que si la matière noire existait, alors elle aurait une abondance au moins cinq fois plus importante que la matière baryonique, pour constituer de 83 % à 90 % de la densité totale de l'Univers observable, selon les modèles de formation et d'évolution des galaxies, ainsi que les modèles cosmologiques.
MOND repose sur une modification de la seconde loi de Newton aux accélérations très faibles. Elle est généralisée dans le cadre d'une théorie relativiste, la théorie tenseur-scalaire.

## Contexte: le problème de la gravitation
En 1933, l'astrophysicien suisse Fritz Zwicky constate que, dans les grands amas de galaxies, les vitesses de celles-ci, comparées au modèle théorique de la gravitation, révèlent un écart très important. En effet, à ces vitesses, la masse de chacune des galaxies (que l'on déduit de leur luminosité) ne suffirait pas à les maintenir ensemble en un amas : elles devraient s'éloigner les unes des autres. Il suppose alors que cet écart est lié à la présence d'une source de gravitation non visible, c'est-à-dire autre que stellaire. Elle devrait remettre en cause une nouvelle théorie de la gravitation.
Néanmoins, ses calculs pour déterminer la proportion de cette « matière noire » montrent qu'elle était bien plus représentée que la masse visible.

La courbe de rotation prévue par les équations de Newton (A) et la courbe observée (B), en fonction de la distance au centre de la galaxie.

À partir de 1978, Vera Rubin commence à observer le phénomène à une échelle plus petite. Elle remarque que dans les galaxies, les étoiles éloignées du noyau galactique ont une vitesse angulaire pratiquement constante quel que soit leur éloignement. Cette observation contredit la théorie de la gravité de Newton, qui prédit que les objets plus éloignés ont une vitesse angulaire moindre. Par exemple, les planètes du Système solaire orbitent avec une vitesse respective qui décroît alors que leur distance respective croît par rapport au Soleil. On se retrouve avec le même problème : expliquer qu'à un point donné, la mesure soit supérieure à la valeur théorique.
De même, la vitesse que doivent avoir les objets soumis à la gravitation pour rester en orbite (étoiles dans une galaxie, ou galaxies dans un amas) doit correspondre, d'après la théorie de Newton, à la force de la gravitation, c'est-à-dire celle exercée par la masse présente. On observe pourtant que les galaxies sont plus lumineuses au centre qu'en bordure : la théorie de Newton n'est vérifiée que s'il existe une masse supplémentaire : la matière noire revint de nouveau faire parler d'elle.
En 2011, les travaux de Stacy Mac Gaugh semblent aussi apporter un démenti à la théorie de la matière noire et confirmer la théorie MOND.
On peut toutefois « observer » la matière noire : l'effet de mirage gravitationnel — non expliqué par la théorie MOND — permet de déduire la masse d'après les équations de la relativité générale : on se rend ainsi compte que la masse observée ne correspond pas à la masse prédite. Une interprétation équivalente, utilisée par la généralisation de la théorie MOND, appelée théorie tenseur-scalaire (TeVeS), est qu'en réalité c'est le champ de gravitation qui est modifié.
Ces deux approches ne peuvent pas être départagées par les observations actuelles, si l’on admet l'existence d'énergie sombre et d'une certaine forme de matière noire dans la théorie MOND/TeVeS.

## Naissance de la théorie

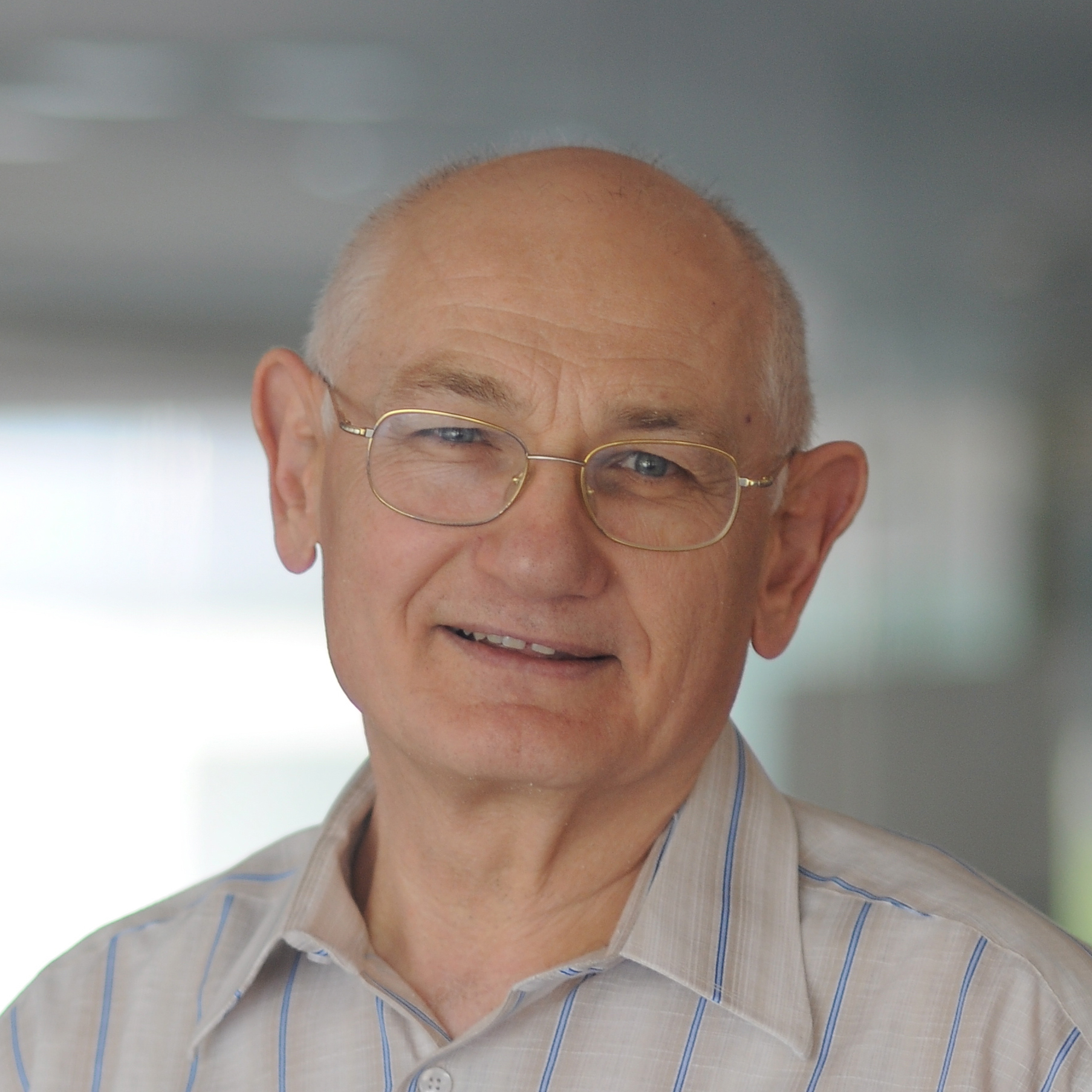
Mordehai Milgrom, à l'origine de la théorie MOND.

En 1983, le physicien et professeur israélien Mordehai Milgrom propose une petite modification de la théorie de Newton. Il montre que cela permet de résoudre le problème de la rotation trop rapide des étoiles et des galaxies : il baptise sa théorie « MOND » pour Modified Newton Dynamics, en français « dynamique de Newton modifiée ».
Cependant, cette approche fut au départ entièrement empirique. De plus il est apparu en 2006 qu'elle était en contradiction avec certaines observations astronomiques. En particulier, contrairement à la théorie de la matière noire, elle n'expliquait pas l'aspect de l'amas de la Balle. Cela fut résolu en admettant dans la théorie l'existence d'une certaine quantité de matière noire sous forme de neutrinos.
En 2004, la Physical Review du mois d'octobre publie les travaux d'un autre chercheur israélien, Jacob Bekenstein. Celui-ci a montré que MOND était en accord avec le principe de relativité, tout comme la théorie de Newton : ce sont donc deux solutions possibles aux énergies et aux champs faibles de la gravité.
En mai 2005, une équipe de l'Université d'Oxford, dirigée par Constantinos Skordis, a calculé les effets de la gravité sur de petites condensations produites 300 000 ans après le Big Bang en utilisant la description de MOND. Leur simulation évoque le fond diffus cosmologique, observé par le satellite WMAP.

## MOND et la matière noire
WMAP a pu mesurer avec une grande précision les anisotropies du fond diffus cosmologique. Ces mesures sont en accord avec l'existence de la matière noire et constitue de ce fait une forme de réfutation de la théorie MOND. Mais des travaux publiés en 2007 par Skordis et Zlosnik,, et ses collaborateurs ont montré qu'il était possible de produire des modèles au sein de la théorie de Jacob Bekenstein qui soient en aussi bon accord avec les observations du fond diffus cosmologique. Le fait que l'on arrive maintenant, dans le cadre d'une version relativiste de MOND, à reproduire le spectre de puissance de la matière dans le régime linéaire du fond diffus cosmologique rend la théorie MOND compatible avec le modèle standard des 400 000 premières années après le Big Bang ; même s'il faudra encore tester ce que prédit cette théorie plus tard dans l'histoire de l'Univers.
Les contradicteurs de la théorie MOND avancent que les effets de lentille gravitationnelle observés à différents endroits de la voûte céleste, notamment par le télescope Hubble, confortent la théorie de la matière noire. Des études plus récentes concernant de nouvelles observations de Hubble remettent en question la place de la matière noire dans les effets de lentille gravitationnelle.
Le télescope James Webb observe en 2022 des galaxies primitives de l'Univers, quelque 300 à 400 millions d'années après le Big Bang, cent fois plus massives que ce que prévoit le modèle cosmologique standard avec matière noire à ce moment de l'histoire du cosmos. La théorie MOND prévoit l'apparition précocement dans l'histoire de l'Univers de ce type de galaxies primitives. Cela est renforcé par le fait que, depuis 2017, on trouve la trace d'une grande quantité de matière baryonique dans les filaments de gaz chaud qui relient les galaxies entre elles, remettant en cause les modèles de développement des jeunes galaxies. D'autres structures de l'Univers primitif visualisées par James Webb semblent contredire le modèle standard avec matière noire, notamment l'observation d'un trou noir datant de moins de 500 millions d'années après le Big Bang.
Les théories cosmologiques avec ou sans matière noire peuvent à présent se voir directement confrontées à des modèles gravitationnels en rapport avec une observation topologique des étoiles. La topographie précise des étoiles dans la Voie lactée et la galaxie d'Andromède est étudiée par le satellite Gaia et bientôt par le satellite Euclid pour les galaxies lointaines, afin de mieux comprendre leur interaction gravitationnelle et d'évaluer la validité des théories proposées.
La Voie lactée et la galaxie d'Andromède sont des galaxies spirales dans lesquelles le mouvement des étoiles est superposable à celui proposé par la théorie MOND,. Le nombre et le positionnement des galaxies naines dans ces deux galaxies, ainsi que le positionnement des amas ouverts d'étoiles de la Voie lactée, sont discutés par la communauté scientifique. Les premiers résultats semblent démontrer que la théorie MOND explique mieux ces observation que les théories avec matière noire,. L'observation des déformations des galaxies naines de l'amas du Fourneau semble arriver aux mêmes conclusions,.
Le mouvement de 26 000 étoiles doubles à longue période et à grande distance l'une de l'autre (« binaires larges ») est observé par le satellite Gaia dans un rayon de 650 années lumière autour du Soleil. L'étude menée par Kyu-Hyun Chae, professeur de physique et d'astronomie à l'université Sejong de Séoul semble démontrer qu'elles ne suivent pas les lois de Newton pour les faibles accélérations (inférieures au nanomètre par seconde au carré mais surtout[pas clair] au dixième de nanomètre par seconde carrée), car l'accélération observée est de 30 à 40 % supérieure à la prédiction de Newton-Einstein. Les accélérations observées supérieures à environ dix nanomètres par seconde au carré sont en revanche en accord avec la prédiction de Newton-Einstein. La théorie MOND, dans une version modifiée par les équations de Lagrange, théorie nommée AQUAL (en), prévoyait ces résultats pour ces faibles accélérations, la force de gravité étant alors dégressive selon la distance dans un rapport de 1/r et non de 1/r2,,. Le degré de signification est de cinq sigma, ce qui correspond au degré de signification requis habituellement en physique pour la réfutation d'une hypothèse.
La recherche d'une neuvième planète dans le Système solaire est la conséquence d'observations d'anomalies gravitationnelles inexpliquées d'objets évoluant dans la ceinture de Kuiper. Il est observé que la trajectoire de ces objets s'aligne sur le champ gravitationnel de notre galaxie conformément à la théorie MOND sans faire appel à l'existence hypothétique d'une nouvelle planète,.
La constante de Hubble change de valeur selon la méthode utilisée pour la mesurer. Les observations en rapport avec ses valeurs les plus élevées se font dans des régions particulièrement vides de l'espace (dont le rayon est de deux milliards d'années lumière). Une étude originale montre que la matière en dehors de ce vide possédant les propriétés gravitationnelles de la théorie MOND pourrait expliquer la différence dans ces mesures,,
De nouvelles études pourraient confirmer ces résultats préliminaires, mais il est d'ores et déjà certain que les données astrométriques issues des satellites Gaia et Euclid seront déterminantes dans ce domaine.

## Description

### Principes de la modification
La clef de voûte de cette théorie est que la deuxième loi de Newton sur la force de gravitation n'a été vérifiée qu'à des accélérations élevées.
La deuxième loi s'énonce ainsi :
{\displaystyle \mathbf {F} =m{\frac {\mathrm {d} ^{2}\mathbf {r} }{\mathrm {d} t^{2}}}=m\mathbf {a} }
où F est la force, m la masse, r la position et a l'accélération.
Si la force en question est la force de gravitation, alors l'accélération d'un objet soumis à l'attraction d'un corps est donnée par la formule :
{\displaystyle \mathbf {a} =G{\frac {M}{r^{3}}}\mathbf {r} }
avec G la constante de gravitation, M la masse du corps qui attire et r la distance entre ce corps et l'objet que l'on considère.
Dans la théorie de Newton, la force d'attraction entre deux corps décroît comme le carré de leur distance. Dans MOND, cela n'est vrai que jusqu'à un certain seuil : au-delà, elle décroît comme l'inverse de leur distance, donc moins vite. Cela permet de décrire la courbe de rotation des étoiles (ou des galaxies).

### Description mathématique
En 1983, Mordehai Milgrom, physicien à l'Institut Weizmann en Israël, a publié deux articles dans The Astrophysical Journal proposant une modification du principe fondamental de la dynamique de Newton. Initialement, cette loi énonce que tout objet de masse inertielle m soumis à une force {\displaystyle {\vec {F}}} a une accélération {\displaystyle {\vec {a}}} vérifiant {\displaystyle {\vec {F}}=m{\vec {a}}}.
Cette loi est bien connue, et a toujours été confirmée dans toutes les expériences de physique classique. Toutefois, elle n'a jamais été expérimentée dans des situations où l'accélération est extrêmement faible, ce qui est le cas à l'échelle galactique : les distances y sont si grandes que l'attraction gravitationnelle est minuscule.

#### Modification de la loi de Newton
La modification proposée par Milgrom est la suivante : au lieu de {\displaystyle {\vec {F}}=m{\vec {a}}}, il postule que l'on a :
{\displaystyle {\vec {F}}=m\mu \!\left({\frac {a}{a_{0}}}\right){\vec {a}}}, avec {\displaystyle a=|{\vec {a}}|~~} et
{\displaystyle \mu (x)=1{\mbox{    si    }}x\gg 1}
{\displaystyle \mu (x)=x{\mbox{    si    }}|x|\ll 1}

Les deux fonctions µ les plus utilisées.

Le terme a0 étant supposé être une nouvelle constante de la physique ayant la dimension d'une accélération et de l'ordre de 10−10 m s−2.
La définition exacte de µ n'est pas spécifiée, seul est précisé son comportement pour les valeurs extrêmes de x, même s'il est possible de la construire empiriquement. Les choix les plus fréquents pour µ sont:
- {\displaystyle \mu (x)={\frac {x}{\sqrt {1+x^{2}}}}}, le µ « standard » proposé par Milgrom en 1983 ;

- {\displaystyle \mu (x)={\frac {x}{1+x}}}, le µ « simple » proposé en 2005.

D'ailleurs, Milgrom a démontré que la formule de µ ne change pas les principales conséquences de sa théorie, tel l'aplatissement de la courbe de la vitesse de rotation des bords des galaxies.

#### Limite classique
En vertu du principe de correspondance, on doit retrouver la physique de Newton que l'on observe couramment, dans les conditions où elle semble vraie.
Dans la physique habituelle, a est beaucoup plus grand que a0, ainsi {\displaystyle \mu \left({\frac {a}{a_{0}}}\right)=1} et donc {\displaystyle \ {\vec {F}}=m{\vec {a}}}. Par conséquent, la modification du principe fondamental de la dynamique est négligeable et Newton aurait pu ne pas s'en apercevoir.

#### Force à faible champ
Dans le cas d'un objet sur le bord d'un disque galactique, l'accélération a est beaucoup plus petite que la constante a0 car la force gravitationnelle est très faible, donc {\displaystyle \mu \left({\frac {a}{a_{0}}}\right)={\frac {a}{a_{0}}}} et {\displaystyle F=m.{\frac {a^{2}}{a_{0}}}} : la force gravitationnelle est toujours la même que dans la théorie newtonienne, mais l'accélération {\displaystyle \ a} est nettement modifiée.
Loin du centre de la galaxie, la force gravitationnelle subie par une étoile est, avec une bonne approximation :
{\displaystyle F={\frac {GMm}{r^{2}}}}
où G est la constante gravitationnelle, M la masse de la galaxie, m la masse de l'étoile et r la distance entre le centre de la galaxie et l'étoile.
Avec la nouvelle loi de la dynamique, nous avons :
{\displaystyle F={\frac {GMm}{r^{2}}}=m\mu {\left({\frac {a}{a_{0}}}\right)}a} d'où : {\displaystyle {\frac {GM}{r^{2}}}=\mu {\left({\frac {a}{a_{0}}}\right)}a}
Comme la distance r est très grande, a est beaucoup plus petit que a0 et donc {\displaystyle \mu {\left({\frac {a}{a_{0}}}\right)}={\frac {a}{a_{0}}}}, ce qui donne :
{\displaystyle {\frac {GM}{r^{2}}}={\frac {a^{2}}{a_{0}}}}, et ainsi : {\displaystyle a={\frac {\sqrt {GMa_{0}}}{r}}}
Comme l'équation donnant l'accélération centripète sur une orbite circulaire est {\displaystyle a={\frac {v^{2}}{r}}}, on a :
{\displaystyle a={\frac {v^{2}}{r}}={\frac {\sqrt {GMa_{0}}}{r}}} d'où la vitesse tangentielle de la rotation : {\displaystyle v={\sqrt[{4}]{GMa_{0}}}}
Ainsi, la vitesse de rotation des étoiles au bord d'une galaxie est constante, et ne dépend pas de la distance r : la courbe de la vitesse de rotation est plate. Comme la théorie MOND a été créée pour résoudre le problème de l'aplatissement de la courbe de la vitesse de rotation, il n'y a pas à être surpris à constater qu'elle concorde avec les observations de ce phénomène.
À partir des observations astrophysiques, Milgrom a déduit une valeur de sa constante :
a0 = 1,2 × 10−10 m s−2
Pour donner un sens à cette constante, Milgrom dit : « C'est grossièrement l'accélération qu'il faudrait pour passer du repos à la vitesse de la lumière pendant la vie de l'Univers. C'est également l'ordre de grandeur de l'accélération récemment découverte de l'expansion de l'Univers »,.

#### Démonstration simplifiée
Selon les lois de Newton, dans une trajectoire circulaire, on a équilibre entre l'accélération centripète et l'attraction gravitationnelle :
{\displaystyle a={\frac {v^{2}}{r}}={\frac {GM}{r^{2}}}}
et donc :
{\displaystyle v^{2}={\frac {GM}{r}}}
Le volume d'une galaxie disque de rayon {\displaystyle R} et d'épaisseur {\displaystyle e} vaut :
{\displaystyle V=\pi R^{2}e}
Soit {\displaystyle R_{max}} la valeur de {\displaystyle R} correspondant au maximum de vitesse. Soit {\displaystyle \rho } la masse volumique de la galaxie. La masse de la galaxie est alors donnée par :
{\displaystyle M=\pi R_{max}^{2}e\rho }
d'où :
{\displaystyle R_{max}={\sqrt {\frac {M}{\pi e\rho }}}}
En faisant l'approximation que la masse est presque entièrement à l'intérieur du rayon {\displaystyle R_{max}}, on peut écrire :
{\displaystyle r\simeq R_{max}}
Par conséquent :
{\displaystyle r^{2}\simeq {\frac {M}{\pi e\rho }}}
En remplaçant {\displaystyle r^{2}} dans la deuxième équation qui donne {\displaystyle v^{4}}, on obtient la loi selon laquelle la vitesse maximale varie comme la puissance 1/4 de la masse :
{\displaystyle v={\sqrt {G}}(M\pi e\rho )^{1/4}}

### Interview
- Ciel & Espace no 519, août 2013, p. 68-72.